# Michaela Rudolf
Michaela Rudolf (* 28. Mai 1972 in St. Pölten) ist eine ehemalige österreichische Triathletin und mehrfache Staatsmeisterin auf der Triathlon-Langdistanz (2012, 2013, 2014).

## Werdegang
Michaela Rudolf ist als Lehrerin für Sport, Englisch und Politische Bildung tätig.

### Erster Start Triathlon-Mitteldistanz 2007
2007 startete sie im Alter von 35 Jahren bei ihren ersten Ironman-Rennen auf der Halbdistanz (Ironman 70.3: 70,3 Meilen) und sie beendete das Rennen in St. Pölten als viertbeste Österreicherin auf dem 21. Rang.
Im Juli 2008 konnte sie beim Ironman Austria (3,86 km Schwimmen, 180,2 km Radfahren und 42,195 km Laufen) die Altersklasse der 35- bis 39-jährigen gewinnen und sich damit für einen Startplatz beim Ironman Hawaii qualifizieren.

### Staatsmeisterin Triathlon-Langdistanz 2012, 2013 und 2014
Sie reduzierte 2012 ihre Lehrertätigkeit und startet seitdem als Profi-Triathletin. Im August wurde sie Triathlon-Staatsmeisterin auf der Langdistanz.

2013 konnte sie diesen Titel beim Austria-Triathlon erfolgreich verteidigen und im September 2014 erlangte sie den Titel zum dritten Mal in Folge.
2015 wurde sie Dritte auf der Mitteldistanz und im September in Podersdorf Vizestaatsmeisterin auf der Langdistanz.
Im September 2016 wurde sie Siegerin der AK 40–44 bei der Europameisterschaft auf der Halbdistanz im Rahmen der Challenge Walchsee-Kaiserwinkl.
Bei ihrem vierten Start auf Hawaii wurde die damals 45-Jährige im Oktober 2017 Siegerin bei den Ironman World Championships in der Altersklasse W45–49.
Seit 2018 tritt Michaela Rudolf nicht mehr international in Erscheinung.
Michaela Rudolf lebt in Harland.

## Sportliche Erfolge
| Datum/Jahr    | Rang | Wettbewerb                                                 | Austragungsort  | Zeit       | Bemerkung |
| ------------- | ---- | ---------------------------------------------------------- | --------------- | ---------- | --- |
| 5. Mai 2018   | 4    | Triathlon Ober-Grafendorf                                  | Ober-Grafendorf | 02:16:38   | hinter der Siegerin Kamila Polak |
| 2. Sep. 2017  | 3    | Austria-Triathlon                                          | Podersdorf      | 04:37:06   | Dritte auf der Halbdistanz |
| 15. Aug. 2017 | 2    | Ausee Triathlon                                            | Ausee           |            | Zweite hinter Victoria Schenk |
| 4. Sep. 2016  | 1    | ETU Middle Distance Triathlon European Championship W40–44 | Walchsee        | 04:45:48   | Siegerin der AK 40–44 bei der Europameisterschaft auf der Halbdistanz im Rahmen der Challenge Walchsee-Kaiserwinkl                                           |
| 7. Aug. 2016  | 3    | Krems Triathlon                                            | Krems           | 02:16:41   | Dritte auf der olympischen Distanz |
| 7. Mai 2016   | 2    | ChinMin Triathlon                                          | Ober-Grafendorf | 02:03:36   | Zweite hinter Simone Fürnkranz auf der olympischen Distanz – Schwimmen wegen des kalten Wassers aber verkürzt von 1500 auf 750 Meter                         |
| 15. Aug. 2015 | 3    | Ausee Triathlon                                            | Ausee           | 01:09:33   | |
| 19. Juli 2015 | 3    | ÖTRV Staatsmeisterschaft Triathlon Mitteldistanz           | Obertrum        | 04:57:32,2 | Staatsmeisterschaft beim Trumer Triathlon |
| 26. Mai 2013  | 14   | Ironman 70.3 Austria                                       | St. Pölten      | 04:13:32   | Das Rennen wurde witterungsbedingt ohne die Schwimmdistanz ausgetragen.                                                                                      |
| 20. Mai 2012  | 14   | Ironman 70.3 Austria                                       | St. Pölten      | 04:45:35   | erster Start als Profi |
| 15. Aug. 2011 | 3    | Ausee Triathlon                                            | Ausee           |            | Vizelandesmeisterin Niederösterreich |
| 1. Aug. 2011  | 2    | Krems Triathlon                                            | Krems           |            | Zweite auf der olympischen Distanz hinter Simone Fürnkranz                                                                                                   |
| 22. Mai 2011  | 12   | Ironman 70.3 Austria                                       | St. Pölten      | 04:53:26   | |
| 5. Sep. 2010  | 2    | ÖTRV Staatsmeisterschaft Triathlon Mitteldistanz           | Saalfelden      |            | hinter Eva Wutti Österreichische Vizestaatsmeisterin über die Mitteldistanz (2 km Schwimmen, 80 km Radfahren und 22 km Laufen) bei der Tri Motion Saalfelden |
| 15. Aug. 2010 | 3    | Ausee Triathlon                                            | Ausee           |            | |
| 30. Mai 2010  | 12   | Ironman 70.3 Austria                                       | St. Pölten      | 04:44:39   | 2. Rang W35-39 |
| 15. Aug. 2009 | 3    | Ausee Triathlon                                            | Ausee           |            | |
| 24. Mai 2009  | 16   | Ironman 70.3 Austria                                       | St. Pölten      |            | zweitbeste Amateurin |
| 15. Aug. 2008 | 3    | Ausee Triathlon                                            | Ausee           |            | |
| 10. Nov. 2007 | 125  | Ironman 70.3 World Championships                           | Clearwater      |            | |
| 2007          | 21   | Ironman 70.3 Austria                                       | St. Pölten      |            | als viertbeste Österreicherin |

| Datum/Jahr    | Rang | Wettbewerb                                     | Austragungsort | Zeit     | Bemerkung                                                                                   |
| ------------- | ---- | ---------------------------------------------- | -------------- | -------- | ------------------------------------------------------------------------------------------- |
| 14. Okt. 2017 |      | Ironman Hawaii                                 | Hawaii         | 10:17:31 | Siegerin der Altersklasse W45-49                                                            |
| 26. Juni 2016 | 3    | ÖTRV Staatsmeisterschaft Triathlon Langdistanz | Klagenfurt     | 09:43:59 | beim Ironman Austria                                                                        |
| 5. Sep. 2015  | 2    | ÖTRV Staatsmeisterschaft Triathlon Langdistanz | Podersdorf     | 09:16:12 | Vizestaatsmeisterin auf der Langdistanz                                                     |
| 28. Juni 2015 | 10   | Ironman Austria                                | Klagenfurt     | 09:45:43 |                                                                                             |
| 6. Sep. 2014  | 1    | ÖTRV Staatsmeisterschaft Triathlon Langdistanz | Podersdorf     | 09:22:05 | Staatsmeisterin auf der Langdistanz – als Zweite beim Austria-Triathlon hinter Kamila Polak |
| 27. Juli 2014 | 14   | Ironman Switzerland                            | Zürich         | 10:00:55 |                                                                                             |
| 29. Juni 2014 | 10   | Ironman Austria                                | Klagenfurt     | 09:30:31 |                                                                                             |
| 24. Aug. 2013 | 1    | ÖTRV Staatsmeisterschaft Triathlon Langdistanz | Podersdorf     | 09:16:21 | Staatsmeisterin auf der Langdistanz beim Austria-Triathlon – mit neuem Streckenrekord       |
| 25. Nov. 2012 | 11   | Ironman Mexico                                 | Cozumel        | 09:48:43 |                                                                                             |
| 25. Aug. 2012 | 1    | ÖTRV Staatsmeisterschaft Triathlon Langdistanz | Podersdorf     | 09:32:56 | Staatsmeisterin auf der Langdistanz beim Austria-Triathlon                                  |
| 1. Juli 2012  | 3    | Ironman Austria                                | Klagenfurt     | 09:44:36 |                                                                                             |
| 8. Okt. 2011  | 28   | Ironman Hawaii                                 | Hawaii         |          | zweiter Rang in der Altersklasse W35-39 und gleichzeitig schnellste österreichische Frau    |
| 3. Juli 2011  | 7    | Ironman Austria                                | Klagenfurt     | 09:14:17 | mit persönlicher Ironman-Bestzeit beste Amateurin und 1. Rang in der Altersklasse W35-39    |
| 4. Juli 2010  | 5    | Ironman Austria                                | Klagenfurt     | 09:43:03 | 1. Rang W35-39                                                                              |
| 10. Okt. 2009 | 59   | Ironman Hawaii                                 | Hawaii         |          | als beste Österreicherin                                                                    |
| 5. Juli 2009  | 7    | Ironman Austria                                | Klagenfurt     | 09:39:01 | 1. Rang W35-39                                                                              |
| 11. Okt. 2008 | 56   | Ironman Hawaii                                 | Hawaii         | 10:34:07 | erster Start beim Ironman Hawaii                                                            |
| 13. Juli 2008 | 11   | Ironman Austria                                | Klagenfurt     | 09:44:23 | 1. Rang W35-39 und somit qualifiziert für einen Startplatz beim Ironman Hawaii              |

| Datum/Jahr    | Rang | Wettbewerb           | Austragungsort | Zeit     | Bemerkung   |
| ------------- | ---- | -------------------- | -------------- | -------- | ----------- |
| 11. Okt. 2015 | 10   | München-Marathon     | München        | 03:09:06 | 4. Rang W40 |
| 29. Apr. 2007 | 20   | Vienna City Marathon | Wien           | 03:13:43 |             |

(DNF – Did Not Finish)